# لورا مولفي
لورا مولفي (بالإنجليزية: Laura Mulvey)‏ (وُلدت في 15 أغسطس 1941) مُنظّرة سينمائية نسوية بريطانية. تلقت تعليمها في كلية سانت هيلدا، أكسفورد. تشغل مولفي، في الوقت الحالي، منصب أستاذة الدراسات السينمائية والإعلامية في كلية بيركبيك، جامعة لندن. عملت مولفي في جمعية الأفلام البريطانية، لعدة سنوات، قبل أن تتبوأ منصبها الحالي.
خلال العام الدراسي 2008-2009، كانت مولفي أستاذة زائرة متميزة لماري كورنيل، في العلوم الإنسانية بكلية ويليسلي. مُنحت مولفي ثلاث دكتوراه فخرية: في عام 2006، حصلت على دكتوراه في الآداب من جامعة إيست أنجليا؛ وفي عام 2009، حصلت على دكتوراه في القانون من جامعة كونكورديا؛ وفي عام 2012، حصلت على دكتوراه في الأدب، في يوم مهرجان بلومسداي، من جامعة دبلن.

## دراسات السينما
تشتهر مولفي بمقالتها «المتعة البصرية والسينما الروائية»، التي كتبتها في عام 1973، ونُشرت في عام 1975 في صحيفة نظرية الأفلام البريطانية سكرين. ظهر المقال لاحقًا في مجموعة من مقالاتها تحت عنوان المتع البصرية ومتع أخرى، بالإضافة إلى مختارات أخرى عديدة. كان مقالها، الذي تأثر بنظريتي سيغموند فرويد وجاك لاكان، واحدًا من أولى المقالات الرئيسية التي ساعدت في تحويل وجهة نظرية الأفلام نحو إطار التحليل النفسي. قبل مولفي، استخدم منظرو الأفلام، مثل جان لوي بودري وكريستيان ميتز، أفكار التحليل النفسي في اعتباراتهم النظرية للسينما. غير أن مساهمة مولفي دشنت التقاطع بين نظرية الأفلام والتحليل النفسي والنسوية. عمل مقال «المتعة البصرية والسينما الروائية» على استحداث مصطلح «النظرة الذكورية» في القاموس الأكاديمي وفي اللغة الشائعة.
تذكر مولفي إنها تعتزم استخدام مفاهيم فرويد ولاكان «كسلاح سياسي». توظف مولفي بعض مفاهيمهم للقول بأن المعدات السينمائية، لسينما هوليود التقليدية، تضع المشاهد حتمًا في موضع مشجع على الذكورية، مع جعل صورة المرأة على الشاشة موضوعًا للرغبة و«للنظرة الذكورية». في عصر سينما هوليود الكلاسيكية، كان المشاهدون يُشجعون على التماهي مع الشخصيات الرئيسية، الذين كانوا وما زالوا، على نحو ساحق، من الذكور. في الوقت نفسه، كانت شخصيات المرأة في هوليود في خمسينات وستينات القرن العشرين، وفقًا لمالفي، تُصور على نحو رمزي «ليُنظر إليها»، في حين يمثل وضع الكاميرا والمشاهد ليكون «صاحب النظرة». تشير مولفي إلى وضعين مختلفين للنظرة الذكورية في هذا العصر: وضع «المتلصص» (أي رؤية المرأة على أنها صورة «ينظر إليها»)، ووضع «الشهواني» (أي النظر إلى المرأة باعتبارها بديلًا عن «السوء»، وبديلًا للخوف الكامن وراء التحليل النفسي للإخصاء).
تزعم مولفي أن السبيل الوحيد للقضاء على نظام هوليود الأبوي يتلخص في التحدي الراديكالي، وإعادة تشكيل الاستراتيجيات السينمائية التقليدية في هوليود، بالاستعانة بأساليب نسوية بديلة. تدعو مولفي إلى صناعة أفلام تجريبية نسوية جديدة من شأنها أن تكسر هيمنة المتعة السردية في صناعة أفلام هوليود الكلاسيكية. تقول مولفي «يقال أن تحليل المتعة أو تحليل الجمال يقضي عليه. وهذا هو القصد من هذه المقالة».
كان مقال «المتعة البصرية والسينما الروائية» موضوع نقاش متعدد التخصصات بين منظري الأفلام، وقد استمر حتى منتصف ثمانينات القرن العشرين. أشار منتقدو المقال إلى أن حجة مولفي تعني استحالة تمتع النساء بسينما هوليود الكلاسيكية، وأنه يبدو أن حجتها لا تأخذ في الاعتبار أن المشاهدة غير منظمة وفقًا لحدود جندرية معيارية. تتناول مولفي هذه القضايا في مقالها، الذي صدر في وقت لاحق (1981)، تحت عنوان «خواطر لاحقة عن «المتعة البصرية والسينما الروائية» مستوحاة من فيلم كينج فيدور دويل إن ذا صن (1946)»، تتحدث فيه عن «لبسة الجنس الآخر» المجازية، التي قد يتأرجح بسببها الجمهور الأنثوي بين موضع عرض تحليلي يصوره الذكور وموضع عرض تحليلي تصوره الإناث. أدت هذه الأفكار إلى نظريات حول الكيفية التي يمكن بها أيضًا النقاش بشأن المشاهدين مثليي الجنس، والمثليات، ومزدوجي التوجه الجنسي. كتبت مولفي مقالتها قبل نتائج الموجة الأخيرة من دراسات الجمهور حول الطبيعة المعقدة لثقافات الجمهور وتفاعلهم مع النجوم. استند عمل مولفي على نظرية أحرار الجنس، النظرية التي وضعها ريتشارد داير، من أجل استكشاف الإسقاطات المعقدة التي يضعها العديد من الرجال والنساء المثليين على بعض النجوم الإناث (على سبيل المثال، دوريس داي، وليزا مينيلي، وغريتا غاربو، ومارلينه ديتريش، وجودي غارلند).
كتبت الناقدة النسوية غايلين ستادلر، على نحو موسع، عن إشكالية أطروحة مولفي الرئيسية، التي تقول بأن المُشاهد ذكر، وأنه يستمد المتعة البصرية من منظور مهيمن ومسيطر. اقترحت ستادلر، بدلًا من ذلك، أن المتعة البصرية لجميع المشاهدين مستمدة من منظور سلبي ماسوشي، حيث يسعى الجمهور إلى أن يكون عاجزًا، تطغى عليه الصورة السينمائية.
كتبت مولفي في وقت لاحق أن مقالها كان من المفترض أن يكون مقالًا استفزازيًا أو بيانًا، بدلًا من أن يكون مقالًا أكاديميًا منطقيًا، يأخذ جميع الاعتراضات في الاعتبار. خاطبت مولفي العديد من منتقديها، وأوضحت العديد من نقاطها في «خواطر لاحقة» (التي تظهر أيضًا في مجموعة مقالات المتع البصرية ومتع أخرى).
يُعد الكتاب الآخير لمولفي كتاب الموت 24 إكس في الثانية: الثبات والصورة المتحركة (2006). في هذا العمل، تستجيب مولفي للطرق التي غيرت بها تكنولوجيات الفيديو وأقراص الـ دي في دي العلاقة بين الفيلم والمُشاهد. لم يعد يُجبر المشاهدون على مشاهدة الفيلم بكامله، على نحو خطي، من بدايته إلى نهايته. يتحكم المشاهدون اليوم أكثر في الأفلام التي يشاهدنها. من أجل ذلك، تبدأ مولفي في مقدمة كتابها بشرح التغيرات التي شهدها الفيلم بين سبعينيات القرن العشرين والعقد الأول من القرن الحادي والعشرين. في حين أشارت مولفي إلى أنها عندما بدأت في الكتابة عن الأفلام، كانت «مشغولة بقدرة هوليود على بناء النجمة الأنثوية باعتبارها المشهد النهائي، والرمز، إلى جانب ضمان الافتتان بها وبقوتها»، فإنها الآن «أكثر اهتمامًا بأن لحظات ذلك المشهد كانت أيضًا لحظات توقف سردي، ملمحة إلى ثبات إطار الشريط السينمائي المنفرد». مع تطور تقنيات عرض الأفلام، تعيد مولفي تعريف العلاقة بين المُشاهد والفيلم. قبل ظهور نظام الفيديو المنزلي، في إتش إس، ومشغلات أقراص الـدي في دي، لم يكن بوسع المشاهدين إلا أن يحدّقوا في المشاهد، إذ لم يكن بوسعهم امتلاك «المشاهد السينمائية الثمينة، وصورها، وبالأخص نجومها»، وهكذا «استجابة لهذه المشكلة، أنتجت صناعة السينما، منذ اللحظات الأولى لنشوء ظاهرة الفاندوم، مجموعة كاملة من الصور التي يمكن أن تكمّل الفيلم نفسه»، والتي «صُممت لإعطاء جمهور الفيلم توهم التمتع والاستحواذ، جاعلة بذلك جسرًا بين المشهد الذي لا يمكن استعادته وخيال الشخص». أصبحت هذه اللقطات، وهي تُعد استنساخ أكبر من الإطارات السيلويدية لملفات الأفلام الأصلية، الأساس لتأكيد مولفي أنه حتى التجربة الخطية للمشاهدة السينمائية أظهرت دائما القليل من الثبات. لذلك تذكر مولفي أنه إلى أن يتمكن أحد المعجبين من التحكم بشكل كافٍ في الفيلم ليحقق رغباته أو رغباتها الخاصة في المشاهدة، كانت «الرغبة في امتلاك الصورة، بعيد المنال، والاحتفاظ بها، قد أدت إلى تكرار المشاهدة، أي العودة إلى السينما لمشاهدة الفيلم نفسه مرارًا وتكرارًا». لكن بإمكان المشاهدين الآن، باستخدام التكنولوجيا الرقمية، إيقاف الأفلام مؤقتًا في أي لحظة، وإعادة عرض مشاهدهم المفضلة، وحتى تخطي المشاهد التي لا يرغبون في مشاهدتها. بحسب مولفي، ادّت هذه التكنولوجيا إلى ظهور «المتفرج المتملك». وبناء عليه، يمكن الآن «تأخير الأفلام، وبالتالي تجزئتها من السرد الخطي إلى اللحظات أو المشاهد المفضلة» والتي فيها «يجد المُشاهد علاقة قوية بجسد الإنسان، وخاصة جسد النجم». في حدود هذه العلاقة التي أُعيد تعريفها، تؤكد مولفي أن المشاهدين يمكنهم الآن الانخراط في شكل من أشكال التملك الجنسي للأجساد التي يرونها على الشاشة.
تعتقد مولفي أن الفيلم التجريبي «يطرح أسئلة معينة تواجه، على نحو واعٍ، الممارسة التقليدية، وغالبًا ما يكون ذلك مصاحب بدوافع سياسية»، التي تعمل على تغيير «أنماط التمثيل» فضلًا عن «التوقعات في الاستهلاك». صرحت مولفي أن النسويات يعترفن بأن الفيلم التجريبي العصري «وثيق الصلة بنضالهن، من أجل تطوير نهج راديكالي للفن».

## روابط خارجية
- لورا مولفي على موقع IMDb (الإنجليزية)
- لورا مولفي على موقع روتن توميتوز (الإنجليزية)
- لورا مولفي على موقع روتن توميتوز (الإنجليزية)
- لورا مولفي على موقع ألو سيني (الفرنسية)
- لورا مولفي على موقع تيرنر كلاسيك موفيز (الإنجليزية)
- لورا مولفي على موقع أول موفي (الإنجليزية)
- لورا مولفي على موقع ديسكوغز (الإنجليزية)
- لورا مولفي على موقع قاعدة بيانات الفيلم (الإنجليزية)
- لورا مولفي على موقع كينوبويسك (الروسية)